# Рязанская духовная семинария
Ряза́нская правосла́вная духо́вная семина́рия — высшее профессиональное духовное учебное заведение Рязанской епархии Русской православной церкви, осуществляющее подготовку священно- и церковнослужителей.

## История
В 1722 году в Симеоновском монастыре местоблюстителем Патриаршего престола митрополитом Рязанским Стефаном (Яворским) была открыта цифирная (арифметическая) школа, открытая. До 1729 года она называется архиерейской школой.
В 1739 году она стала именоваться Славянской школой, а с 1741 года — Славяно-Латинской школой. Последняя позднее находилась в Свято-Духовском монастыре, затем у Борисоглебского храма, и далее в Троицком монастыре.
В 1751 году Славяно-Латинскую школу переименовывают в «епаршую семинарию». Число учащихся в ней достигло 153 человек, и с 1753 года она размещается уже у Владимирской церкви.
В 1814 году, там строится новое каменное здание семинарии. До 1832 года и духовное училище и духовная семинария находились в одном здании, что было крайне неудобно. Число всех учащихся достигло в 1829 году составляло 1289 человек.
В 1832 году у генерал-майора Куприянова был куплен каменный двухэтажный дом на Соборной улице за 25 тыс. рублей. В нем разместились уездное училище и двухклассное приходское училище.
В Рязанской духовной семинарии изучались следующие предметы: богословие, философия, риторика и пиитика, славянороссийская грамматика, латинская грамматика, греческий язык, французский язык, немецкий язык, еврейский язык, история, география, математика, физика, архитектура, живопись.
В марте 1918 года Рязанская духовная семинария закрыта. В его здании помещается Рязанское высшее воздушно-десантное командное училище.
Решением Священного Синода и Святейшего Патриарха Пимена 5 февраля 1990 года состоялось открытие Рязанского духовного училища с одним годом обучения. Первоначально духовное училище располагалось при Борисоглебском кафедральном соборе, затем в 1995 году в Свято-Троицком мужском монастыре г. Рязани, и с 1996 года — в Рязанском Кремле.
По мере становления училища срок обучения увеличивался. 16 февраля 1999 года в училище введено четырехгодичное обучение. 27 августа в училище был образован сектор заочного обучения.
5 февраля 2000 года 10-летие возрождения РПДУ ознаменовалось освящением второго училищного храма в честь святого пророка Илии.
17 августа 2004 года согласно постановлению Священного Синода Рязанское православное духовное училище было преобразовано в Рязанскую православную духовную семинарию.
25 июля 2024 года решением Священного синода РПЦ в связи с «учётом низкой проработки вопроса и принимая во внимание время, требующееся по регламенту прохождения процедуры аккредитации», семинария была упразднена с преобразованием в Центр подготовки церковных специалистов, а её студенты переведены в Коломенскую духовную семинарию.

## Ректоры
- 1761—1763 — Феодосий (Михайловский-Прокофьев)
- 1772—1780 — Парфений (Нарольский)
- 1800 — Августин (Сахаров)
- 1808—1823 — Иероним (Алякринский)
- 22 августа 1823 — декабрь 1827 — Илиодор (Чистяков)
- 22 декабря 1827—1828 — Гедеон (Вишневский)
- 24 сентября 1828—1829 — Аполлинарий (Вигилянский)
- 11 сентября 1829—1831 — Арсений (Москвин)
- 23 сентября 1831—1837 — Феодотий (Озеров)
- декабрь 1837—1840 — Афанасий (Дроздов)
- 23 ноября 1840—1845 — Антоний (Смолин)
- 10 января 1858—1860 — Макарий (Миролюбов)
- февраль 1868—1883 — Василий Гаретовский
- 25 апреля 1883 — 28 июля 1901 — Иван Смирнов
- 28 июля 1901—1908 — Григорий (Яцковский)
- 4 декабря 1908—1918 — протоиерей Павел Казанский
- 7 октября 2004 — 10 марта 2015 — протоиерей Николай Сорокин
- 10 марта 2015 — 9 июля 2019 — протоиерей Димитрий Гольцев
- 9 июля 2019 — 25 августа 2020 — епископ Феодорит (Тихонов)
- 25 августа 2020 — 30 мая 2024 — митрополит Марк (Головков), временно исполняющий обязанности
- 30 мая — 25 июля 2024 — иерей Вадим Базылев